# آيت حدو أو علي (سيدي المخفي)
آيت حدو أو علي هي إحدى مشيخات المملكة المغربية، تتبع جغرافيا لإقليم إفران وإداريًا لسيدي المخفي. يقدر عدد سكانها بـ 996 نسمة حسب الإحصاء الرسمي للسكان والسكنى لسنة 2004.